# Chapter 11
Il Chapter 11 (letteralmente "Capitolo 11") è la principale norma fallimentare dello United States Code degli Stati Uniti.
Consente alle imprese che lo utilizzano una ristrutturazione a seguito della dichiarazione di fallimento. Essendo una legge federale statunitense i soggetti possono, in alternativa, ricorrere a leggi statali, spesso più rapide e snelle, per gestire situazioni di insolvenza.

## Caratteristiche
Il Chapter 11 è utilizzabile sia dalle imprese, in forma societaria o individuale, sia da privati cittadini (nell'ordinamento statunitense, infatti, anch'essi sono soggetti al fallimento). L'utilizzo di gran lunga prevalente è però quello da parte delle società. È grossomodo equivalente all'amministrazione controllata un tempo prevista nella legislazione italiana e reintrodotta dal Decreto Sviluppo (Decreto Legge 22.06.2012 n° 83).
Il Chapter 7, per contrasto, riguarda il fallimento vero e proprio che sfocia nella liquidazione totale dei beni dell'impresa, mentre il Chapter 13 è relativo alle procedure che coinvolgono privati individui con debiti di importo relativamente limitato (il tetto al 2007 era pari a circa 300.000 dollari di debiti non garantiti e 1 milione di debiti garantiti).

## Funzionamento
Quando un imprenditore negli Stati Uniti non è in grado di onorare i suoi debiti, quest'ultimo o i suoi creditori possono chiedere a una corte federale la protezione prevista dal Chapter 7 o dal Chapter 11. Con il Chapter 7 l'impresa cessa la sua attività e un trustee vende tutti i suoi beni e distribuisce il ricavato ai creditori. È equivalente alla normale procedura fallimentare della normativa italiana.
Nel Chapter 11 l'imprenditore rimane solitamente in possesso di tutti i suoi beni ed è però sottoposto al controllo e alla giurisdizione della corte. Con l'ingresso nel Chapter 11 tutte le azioni dei creditori volte a pretendere il pagamento dei loro debiti sono automaticamente bloccate (esattamente come nella legge fallimentare italiana). Alcuni contratti, conosciuti come contratti esecutivi, possono essere cancellati se è finanziariamente conveniente per la procedura. Tali contratti includono i contratti di lavoro, i leasing immobiliari, contratti di manutenzione o fornitura.
Chapter 11 è una procedura di riorganizzazione e non di liquidazione. Il suo scopo è quindi quello di risanare l'impresa. A tale scopo viene impostato un piano che nel giro di alcuni mesi o anche anni, a seconda della dimensione e della complessità della procedura, dovrebbe risanare la situazione e far uscire l'impresa dal Chapter 11. Il piano di risanamento deve essere proposto dall'impresa stessa e approvato dal giudice. Nel caso in cui un piano non venga accettato o non si riesca a portarlo avanti il giudice può convertire la procedura nel Chapter 7 e iniziare la liquidazione.
Nel Chapter 11, come nelle altre procedure, il pagamento dei debiti avverrà seguendo un ordine di priorità, prima i creditori garantiti (secured creditor) poi i dipendenti e i fornitori di beni ed infine tutti gli altri.
Il creditore garantito è, nella legislazione Americana, un creditore con il beneficio di una garanzia frutto di, o in accordo a, un'azione di legge fatta per assicurare la performance di un'obbligazione, operata verso alcuni o tutti gli asset del debitore. Nell'eventualità di fallimento del debitore, il creditore garantito può far valere questa "assicurazione" nei confronti degli asset del debitore ed evitare di competere nel momento della liquidazione con i creditori che non godano di tale beneficio.

## Fallimenti maggiori
Il più grande fallimento negli Stati Uniti fino ad oggi è stato quello della Lehman Brothers e alcuni altri fallimenti del 2008-2011 sono correlati alla grande recessione conseguente. Alcuni altri fallimenti sono avvenuti nel 2001-2002, nell'ambito della bolla delle dot-com.
Di seguito i maggiori fallimenti secondo il valore degli assets al 2012:
(†: compagnia definitivamente defunta)
| Esito | Società                             | Data              | Valore dei beni pre-fallimento | Valore attualizzato al 2012 in dollari |
| ----- | ----------------------------------- | ----------------- | ------------------------------ | -------------------------------------- |
| †     | Lehman Brothers                     | 15 settembre 2008 | $639.063.000.000               | $804 miliardi                          |
| †     | Washington Mutual                   | 26 agosto 2008    | $327.913.000.000               | $413 miliardi                          |
|       | Worldcom                            | 21 luglio 2002    | $103.914.000.000               | $157 miliardi                          |
|       | General Motors                      | 1 giugno 2009     | $82.300.000.000                | $104 miliardi                          |
| †     | Enron                               | 12 febbraio 2001  | $63.392.000.000                | $97 miliardi                           |
|       | Conseco                             | 18 dicembre 2002  | $61.392.000.000                | $92,5 miliardi                         |
|       | CIT Group                           | 1 novembre 2009   | $71.019.000.000                | $89,7 miliardi                         |
|       | Texaco                              | 12 aprile 1987    | $35.892.000.000                | $85,6 miliardi                         |
|       | Financial Corp. of America          | 9 settembre 1988  | $33.864.000.000                | $77,6 miliardi                         |
|       | Chrysler LLC                        | 30 aprile 2009    | $39.300.000.000                | $49,6 miliardi                         |
| †     | MF Global                           | 31 ottobre 2011   | $41.000.000.000                | $49,4 miliardi                         |
| †     | Penn Central Transportation Company | 21 giugno 1970    | $7.000.000.000                 | $48,8 miliardi                         |
| †     | Refco                               | 17 ottobre 2005   | $33.333.172.000                | $46,2 miliardi                         |
|       | Pacific Gas and Electric            | 6 aprile 2001     | $29.770.000.000                | $45,6 miliardi                         |
|       | Global Crossing                     | 28 gennaio 2002   | $30.185.000.000                | $45,5 miliardi                         |
|       | UAL Corp.                           | 9 dicembre 2002   | $25.197.000.000                | $38 miliardi                           |
|       | Delta Air Lines                     | 14 settembre 2005 | $21.801.000.000                | $30,2 miliardi                         |
|       | Aptiv                               | 8 ottobre 2005    | $22.000.000.000                | $30,2 miliardi                         |
|       | Adelphia Communications             | 25 giugno 2002    | $21.499.000.000                | ?                                      |
|       | MCorp                               | 31 marzo 1989     | $20.228.000.000                | ?                                      |
|       | Mirant Corporation                  | 14 luglio 2003    | $19.415.000.000                | ?                                      |